# Coupe des nations de rink hockey 1970
Navigation
Coupe des nations 1968 Coupe des nations 1971
La Coupe des nations de rink hockey 1970 est la 42e édition de la compétition. La coupe se déroule durant le mois de mars 1970 à Montreux.

## Déroulement
La compétition se compose d'un championnat à 6 équipes. Chaque équipe jouant une rencontre contre les cinq autres.

## Résultats
| Rang | Équipe      | Pts | J | G | N | P | Bp | Bc | Diff |  | Résultats   |  |     |     |     |     |      |
| ---- | ----------- | --- | - | - | - | - | -- | -- | ---- |  | ----------- |  | --- | --- | --- | --- | ---- |
| 1    | Portugal    | 14  | 5 | 4 | 1 | 0 | 28 | 8  | +20  |  | Portugal    |  | 3-3 | 4-0 | 5-3 | 5-2 | 11-0 |
| 2    | Espagne     | 12  | 5 | 3 | 1 | 1 | 26 | 13 | +13  |  | Espagne     |  |     | 5-3 | 3-5 | 6-2 | 9-0  |
| 3    | Italie      | 11  | 5 | 3 | 0 | 2 | 22 | 18 | +4   |  | Italie      |  |     |     | 5-1 | 6-3 | 8-5  |
| 4    | Montreux HC | 10  | 5 | 2 | 1 | 2 | 18 | 20 | -2   |  | Montreux HC |  |     |     |     | 5-5 | 4-2  |
| 5    | Allemagne   | 8   | 5 | 1 | 1 | 3 | 18 | 26 | -8   |  | Allemagne   |  |     |     |     |     | 6-4  |
| 6    | Pays-Bas    | 5   | 5 | 0 | 0 | 5 | 11 | 38 | -27  |  | Pays-Bas    |  |     |     |     |     |      |

## Classement final
| Classement | Équipe      |
| ---------- | ----------- |
|            | Portugal    |
|            | CP Voltregá |
|            | Italie      |
| 4          | Montreux HC |
| 5          | Allemagne   |
| 6          | Pays-Bas    |

| Vainqueur du tournoi de Montreux 1970 |
| ------------------------------------- |
| Portugal 9°                           |